# Les Éleveurs d'ovins du Québec
Les Éleveurs d’ovins du Québec (LEOQ), autrefois appelé Fédération des producteurs d’agneaux et de moutons du Québec (FPAMQ), est un regroupement syndical représentant les quelque 900 éleveurs d’ovins (agneaux, brebis laitières et moutons) du Québec. 
L’organisation est rattachée à l’Union des producteurs agricoles du Québec (UPA).

## Structure
LEOQ est composé d'un conseil exécutif regroupant 4 membres élus et d’un conseil d’administration composé des membres élus des divers syndicats régionaux. De plus, le regroupement compte sur six employés qui veillent à l’administration, aux communications, à la gestion du plan conjoint, à la mise en marché collective et à l’Agence de vente. 

### Syndicats Régionaux
- Producteurs d’agneaux et moutons du Centre-du-Québec
- Producteurs d’Ovins de la Chaudière-Appalaches et de Québec
- Syndicat des producteurs d’agneaux et  moutons d’Abitibi-Témiscamingue
- Syndicat des producteurs d’agneaux et  moutons de la Gaspésie-Les Îles
- Syndicat des producteurs d’agneaux et  moutons de Lanaudière
- Syndicat des producteurs de moutons de l’Estrie
- Syndicat des producteurs de moutons du Saguenay-Lac-St-Jean
- Syndicat des producteurs d’ovins du Bas-St-Laurent
- Syndicat des producteurs d’ovins de l’Outaouais et des Laurentides
- Syndicat des producteurs d’ovins de la région de la Montérégie

## Historique
Dans les années 1970, il y a un désir d’organiser la mise en marché de la viande ovine. En ce sens, certains producteurs se sont regroupés et des associations on vu le jour, notamment dans le Bas-Saint-Laurent. Un consensus provincial des producteurs ovins tombe et en 1981, la FPAMQ voit le jour  avec son affiliation à l’UPA,. L’année suivante, le Plan conjoint des producteurs ovins est adopté et entre en vigueur.

## Plan conjoint
Le plan conjoint est administré par LEOQ. Ce document détaille le cadre de la mise en marché des produits d’agneaux.  La mise en place de ce document veut offrir une meilleure rémunération aux producteurs et mieux répartir les risques au sein de la filière. Divers programmes ont été mis en place (par exemple ASRA ou traçabilité) afin de répondre aux objectifs des producteurs. Il découle du plan conjoint la convention de mise en marché qui détaille les ententes entre les producteurs et les acheteurs. 

## Mise en marché collective – Agence de vente
Malgré les difficultés rencontrées lors des différentes tentatives d’organisation de la filière, les Éleveurs d’ovins du Québec ont réussi à bâtir une mise en marché collective qui encadre les agneaux lourds. En effet, cette requête a été fortement appuyée lors de différentes rencontres avec les membres des Éleveurs d'ovins du Québec . Cependant, plusieurs étapes étaient à franchir entre cette initiative de regrouper l’ensemble des ventes d’agneaux lourds du Québec et le réel fonctionnement de l’Agence de vente. Tout d’abord, il a été nécessaire de faire un choix entre le type d’agneau qui sera mis en vente commune. En effet, pour ne pas reproduire les erreurs du passé, l’Agence de vente a décidé de se concentrer sur les agneaux lourds. Les autres types d’agneaux (lait et léger) ont été pour le moment écartés de l’agence puisque ceux-ci visent des acheteurs bien distincts ce qui nécessite une mise en marché différente. De plus, le règlement qui encadre la mise en marché de l’agneau lourd s’est s’adapté à la réalité des producteurs car la vente directe par le producteur. 
L’adhésion à l’Agence de vente est obligatoire contrairement à ce qui s’est produit dans le passé. De cette manière, une fixation plus adéquate des prix est possible par l’Agence de vente qui représente les producteurs. Pour rendre optimal cet agencement entre l’offre et la demande, les producteurs et les acheteurs prennent des engagements de différents types (engagements annuels, hebdomadaires et ponctuels). Ainsi, cela permet de prévoir ce qui pourra être vendu et de s’adapter selon l’offre selon la situation du marché. De plus, pour faciliter la vente aux acheteurs, un classement des carcasses a été exigé auprès des producteurs pour uniformiser le produit disponible,.